# Olimpíada d'escacs de 1933
L'Olimpíada d'escacs de 1933 es va celebrar entre els dies 12 de juliol i 23 de juliol a Folkestone. Fou la cinquena Olimpíada oficial organitzada per la FIDE. Hi havia una competició oberta i una de femenina, a més a més de diversos altres esdeveniments destinats a la promoció dels escacs. Al mateix temps es va celebrar el IV Campionat del món femení, i també un Congrés de la FIDE.

## Context i organització
L'Olimpíada s'hagués hagut de celebrar a Espanya el 1932, però els problemes financers ho varen impedir. Els Estats Units varen proposar d'organitzar l'event a Chicago, però finalment l'oferta fou descartada en favor de Folkestone.

## Torneig
Hi participaren 71 jugadors de 15 països. Estònia, inscrita en principi, no hi participà. Degut a la baixa inscripció, el torneig es va jugar a sistema lliga per equips de 4 taulers, tots contra tots, a una volta. Cada equip podia portar un jugador suplent, tot i que Suècia, Letònia, Bèlgica i Islàndia no van acollir-se a aquesta possibilitat.
L'equip campió foren els Estats Units, que varen dominar la competició des de la primera ronda; només Lituània, va poder aguantar el ritme americà fins que a la 12a ronda es varen enfrontar, amb el resultat de 4-0 pels Estats Units. L'única derrota americana fou davant Suècia a la penúltima ronda.

### Resultats absoluts
| Pos.              | País           | Jugadors                                                                                    | Punts |
| ----------------- | -------------- | ------------------------------------------------------------------------------------------- | ----- |
| Medalla d'or      | Estats Units   | Isaac Kashdan, Frank Marshall, Reuben Fine, Arthur Dake, Albert Simonson                    | 39,0  |
| Medalla de plata  | Txecoslovàquia | Salo Flohr, Karel Treybal, Josef Rejfíř, Karel Opočenský, Karel Skalička                    | 37,5  |
| Medalla de bronze | Suècia         | Gideon Ståhlberg, Gösta Stoltz, Erik Lundin, Karl Berndtsson                                | 34,0  |
| 4                 | Polònia        | Savielly Tartakower, Paulino Frydman, Teodor Regedziński, Izaak Appel, Kazimierz Makarczyk  | 34,0  |
| 5                 | Hongria        | Géza Maróczy, Lajos Steiner, Árpád Vajda, Kornél Havasi, Andor Lilienthal                   | 34,0  |
| 6                 | Àustria        | Ernst Grünfeld, Erich Eliskases, Glass, Hans Müller, Igel                                   | 33,5  |
| 7                 | Lituània       | Vladas Mikėnas, Povilas Vaitonis, Isakas Vistaneckis, Markas Luckis, Leonardas Abramavičius | 30,5  |
| 8                 | França         | Aleksandr Alekhin, Louis Betbeder, Victor Kahn, Marcel Duchamp, Voisin                      | 28,0  |
| 9                 | Letònia        | Fricis Apšenieks, Vladimirs Petrovs, Movsas Feigins, Wolfgang Hasenfuss                     | 27,5  |
| 10                | Anglaterra     | Mir Sultan Khan, George Alan Thomas, William Winter, Michell, Conel Hugh O'Donel Alexander  | 27,0  |
| 11                | Itàlia         | Stefano Rosselli del Turco, Mario Monticelli, Antonio Sacconi, Federico Norcia, Campolongo  | 24,5  |
| 12                | Dinamarca      | Erik Andersen, Jens Enevoldsen, Gemzøe, Bjørn Nielsen, J. Nielsen                           | 22,5  |
| 13                | Bèlgica        | Victor Soultanbeieff, Arthur Dunkelblum, Engelmann, Paul Devos                              | 17,0  |
| 14                | Islàndia       | Ásgeirsson, Gilfer, Þorvaldsson, Sigurðsson                                                 | 17,0  |
| 15                | Escòcia        | William Fairhurst, Page, MacIsaac, MacKenzie, Combe                                         | 14,0  |

### Resultats individuals
Foren entregades medalles d'or, argent, i bronze, als tres millors jugadors de cada tauler pel que fa al percentatge de puntuació.
|                   | Jugador             | País           | Punts | Jugades | %    |
| ----------------- | ------------------- | -------------- | ----- | ------- | ---- |
| Medalla d'or      | Aleksandr Alekhin   | França         | 9,5   | 12      | 79,2 |
| Medalla de plata  | Isaac Kashdan       | Estats Units   | 10    | 14      | 71,4 |
| Medalla de bronze | Savielly Tartakower | Polònia        | 9     | 14      | 64,3 |
| Medalla de bronze | Salo Flohr          | Txecoslovàquia | 9     | 14      | 64,3 |

|                   | Jugador         | País         | Punts | Jugades | %    |
| ----------------- | --------------- | ------------ | ----- | ------- | ---- |
| Medalla d'or      | Frank Marshall  | Estats Units | 7     | 10      | 70   |
| Medalla de plata  | Louis Betbeder  | França       | 8     | 12      | 66,7 |
| Medalla de bronze | Paulino Frydman | Polònia      | 7,5   | 12      | 62,5 |

|                   | Jugador        | País         | Punts | Jugades | %    |
| ----------------- | -------------- | ------------ | ----- | ------- | ---- |
| Medalla d'or      | Erik Lundin    | Suècia       | 10    | 14      | 71,4 |
| Medalla de plata  | Reuben Fine    | Estats Units | 9     | 13      | 69,2 |
| Medalla de bronze | Movsas Feigins | Letònia      | 9     | 14      | 64,3 |

|                   | Jugador         | País           | Punts | Jugades | %    |
| ----------------- | --------------- | -------------- | ----- | ------- | ---- |
| Medalla d'or      | Karel Opočenský | Txecoslovàquia | 11,5  | 13      | 88,5 |
| Medalla de plata  | Arthur Dake     | Estats Units   | 10    | 13      | 76,9 |
| Medalla de bronze | Hans Müller     | Àustria        | 9     | 13      | 69,2 |

|                   | Jugador                      | País       | Punts | Jugades | %    |
| ----------------- | ---------------------------- | ---------- | ----- | ------- | ---- |
| Medalla d'or      | Andor Lilienthal             | Hongria    | 10    | 13      | 76,9 |
| Medalla de plata  | Leonardas Abramavičius       | Lituània   | 6     | 9       | 66,7 |
| Medalla de bronze | Conel Hugh O'Donel Alexander | Anglaterra | 7     | 11      | 63,6 |

## Campionat del món d'escacs femení de 1933
El 4t Campionat del món femení es va celebrar simultàniament a l'Olimpíada. Els resultats finals foren els següents:

| # | Jugadora                         | Punts |
| - | -------------------------------- | ----- |
| 1 | Vera Menchik Txecoslovàquia      | 14    |
| 2 | Edith Charlotte Price Anglaterra | 9     |
| 3 | Mary Gilchrist Escòcia           | 8.5   |
| 4 | Edith Michell Anglaterra         | 8     |
| 5 | Alice Tonini Itàlia              | 6     |
| 6 | Paulette Schwartzmann França     | 5.5   |
| 7 | Jeanne D'Autremont França        | 5     |
| 8 | Gisela Harum Àustria             | 0     |